# Vaincus de la vie

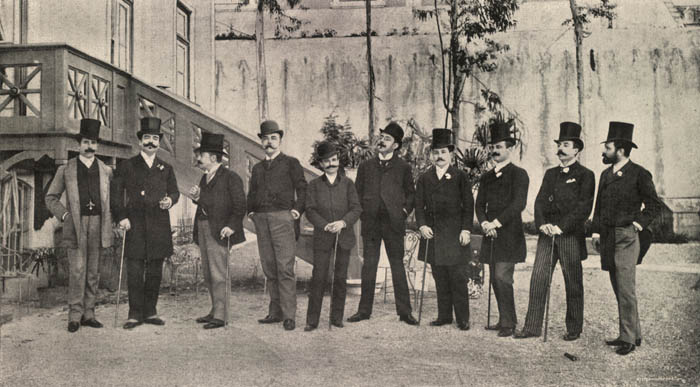
Les Vaincus de la vie (Photographie de P. Marinho, in Brasil-Portugal, a. II, 1900).

Les vaincus de la vie est le nom sous lequel est resté connu un groupe informel formé par quelques-unes des personnalités les plus importantes de la vie intellectuelle portugaise de la fin du XIXe siècle. Certains d'entre eux faisaient déjà partie du groupe Génération de 70.

## Groupe
Le nom de ce groupe aurait été suggéré par Joaquim Pedro de Oliveira Martins. Il se réfère au sentiment d'échec de cette génération d'anciens étudiants à Coimbra qui voulaient révolutionner le pays.
Le groupe se réunissait pour des dîners et des réunions hebdomadaires au Café Tavares, à l'Hôtel Bragança ou chez l'un de ses membres, poursuivant cette relation de 1887 à 1894.
Les vaincus de la vie furent définis par l'un de leurs membres tardifs, l'écrivain Eça de Queirós, comme un groupe de dîneurs. Le groupe assumait son caractère de société exclusiviste, réunissant des personnalités de la littérature, de la politique et de la haute société.
Parmi ses membres se trouvaient certains des intellectuels et des hommes politiques qui avaient tracé la voie pour la tentative de transformation du pays qui allait préparer la phase de Régénération du pays, mais qui devant l'échec de ce processus de modernisation, compensait sa frustration et l'abandon des idéaux révolutionnaires de leur jeunesse par un dilettantisme élégant et ironique.
Après avoir défendu un socialisme utopique, on les voit défendre l'idée d'une aristocratie éclairée.

## Membres
Le groupe incluait entre autres, José Duarte Ramalho Ortigão, Joaquim Pedro de Oliveira Martins, António Cândido Ribeiro da Costa, Guerra Junqueiro, Luís de Soveral, Francisco Manuel de Melo Breyner (3e comte de Ficalho), Carlos de Lima Mayer, Carlos Lobo de Ávila e António Maria Vasco de Mello Silva César e Menezes (9e comte de Sabugosa). Eça de Queirós n'intégre le groupe qu'à partir de 1889.

## Influence
Malgré son nom, l'activité du groupe fit renaître et croître parmi ses membres une nouvelle espérance. En effet, le cercle était devenu influent auprès du prince héritier et, après la mort de Louis Ier de Portugal, en 1889, ils bénéficièrent d'une certaine influence auprès de Charles Ier de Portugal. Lors de son couronnement, Eça de Queiroz écrira dans Revista de Portugal (Revue du Portugal): Le roi apparaît comme l'unique force encore vive et active au Portugal.
Ils en arrivent à croire qu'un nouveau cycle politique s'ouvrait, grâce au rôle actif du roi et à une nouvelle politique extérieure libérée de la vieille alliance anglaise, on viendrait à bout de la crise provoquée par l'oligarchie au pouvoir depuis le milieu du XIXe siècle. L'assassinat de Charles Ier et du prince Louis-Philippe de Bragance mettront fin aux derniers espoirs.
La publicité faite autour des activités du groupe dans le journal O Tempo, édité par Carlos Lobo de Ávila, suscita de nombreuses moqueries sur leur nom de la part d'intellectuels de Lisbonne, résultat d'un mélange de mépris et de jalousie qui caractérise les relations entre intellectuels portugais. Une pièce intitulée Les Vaincus de la vie, écrite par Abel Botelho, écrite en 1892, sera même interdite par la police à cause de la violence de la satire et des attaques personnelles qu'elle contenait.

### Référence de traduction
- (pt) Cet article est partiellement ou en totalité issu de l’article de Wikipédia en portugais intitulé « Vencidos da Vida » (voir la liste des auteurs).